# Monumento a Bismarck em Hamburgo

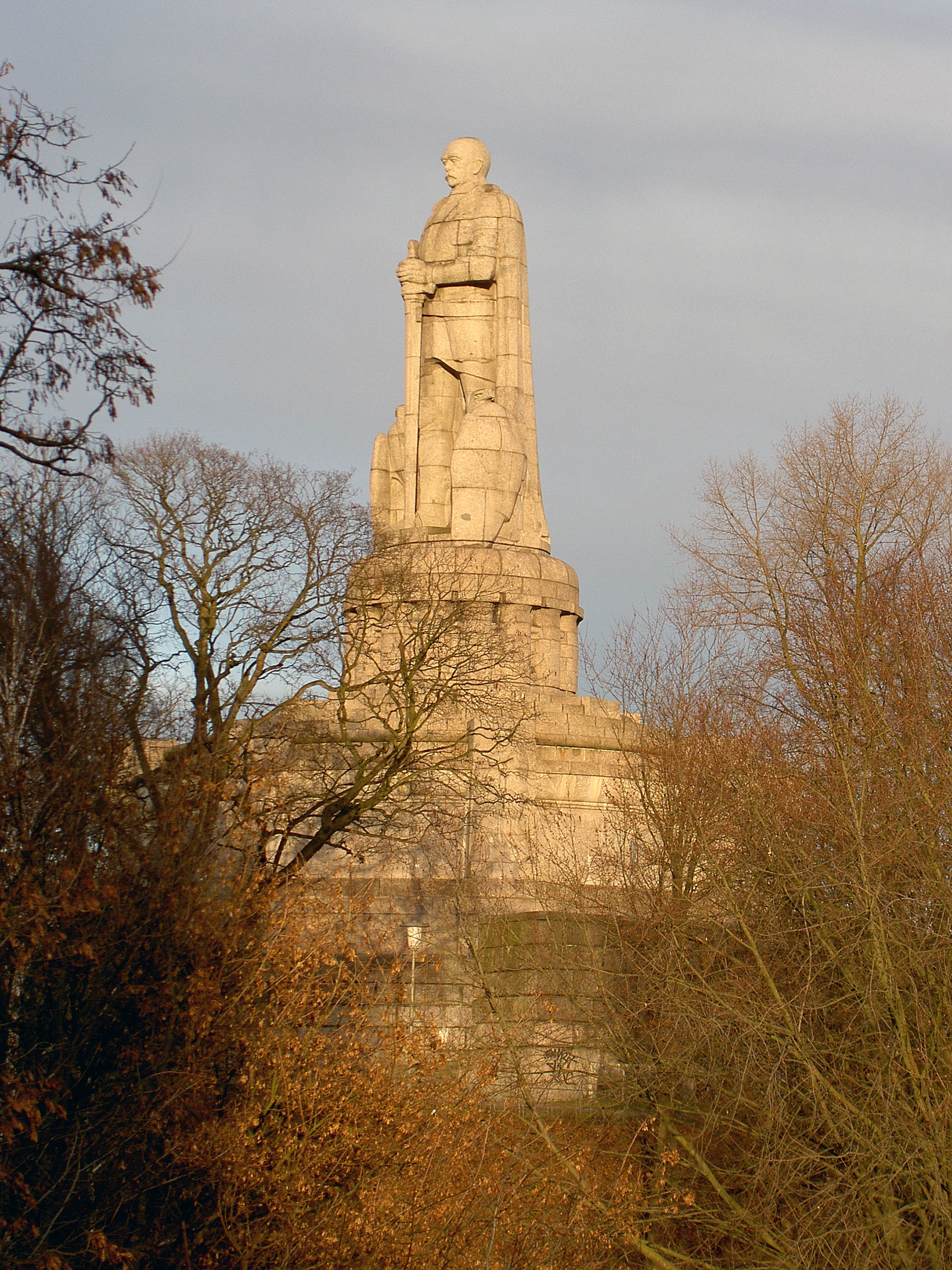
O imponente colosso de Bismarck domina a cidade de Hamburgo e fita o oeste na direção da foz do rio Elba.

Monumento a Bismarck em Hamburgo é a maior e mais conhecida estátua dedicada ao estadista alemão Otto von Bismarck. O monumento foi talhado em granito entre os anos de 1903 e 1906 pelo arquiteto Johann Emil Schaudt e pelo escultor Hugo Lederer.

## História
Logo após a morte de Bismarck em 1898 formou-se um comitê para o estabelecimento de um memorial em homenagem ao fundador do Império. Os próprio cidadãos de Hamburgo reuniram 500.000 marcos para a edificação e inauguração do monumento. O projeto não obteve o apoio do imperador porque este desaprovava a figura de Bismarck e o sucesso dos sociais-democratas nas eleições de Hamburgo. Nessas circunstâncias, a cerimônia de inauguração teve lugar em 2 de junho de 1906 e não contou com a presença de Guilherme II
O colosso do "chanceler de ferro" possui 36 metros de altura e pesa 625 toneladas. Ao redor do monumento há uma rede de catacumbas - construídas em 1906 - cujo propósito se desconhece. No seu interior também se conservam inscrições e pinturas da época, todavia já não se permite a visitação pública desse espaço por questão de segurança.
De acordo com estimativas do ano de 2007 são necessários dois milhões de euros para reparar o problema de inclinação do monumento.